# Angelo Demurtas

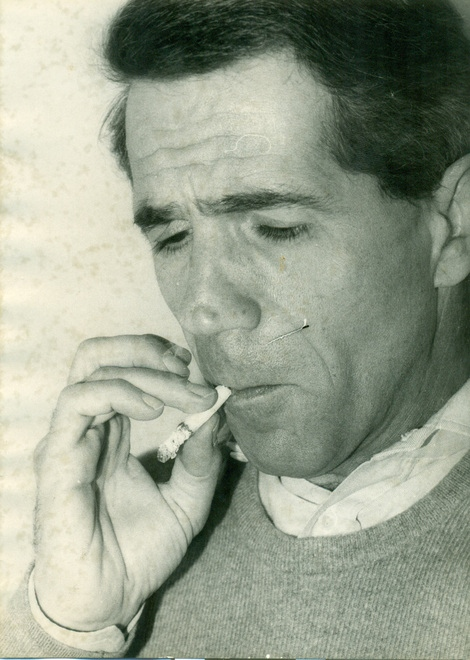
Angelo Demurtas con la sua Gauloises.

Angelo Demurtas (Gonnesa, 18 marzo 1927 – Sassari, 22 novembre 2014) è stato un giornalista italiano.

## Biografia
Angelo Demurtas nasce a Gonnesa nel 1927, ma originario di Ulassai, figlio di Daniele Demurtas che in quegli anni è Ispettore Didattico presso gli istituti del suddetto paese.
Trascorre tutta l'infanzia e la gioventù a Ulassai, dopo le scuole secondarie va a Lanusei per studiare nell'Istituto Classico e una volta conseguito il diploma di maturità nel 1946 si trasferisce a Cagliari, dopo aver conseguito la laurea in Lettere e Filosofia nel 1951 inizia un'intensa collaborazione con il Quotidiano Sardo, e subito dopo nel 1953 con L'Unione Sarda divenendone negli anni caporedattore. Qui collabora a stretto contatto con Fabio Maria Crivelli e stringe grande amicizia coi giornalisti Franco Porru e Vittorino Fiori. In questi anni dirige tutti i servizi di cronaca isolana fondendo sul campo il fotoreporter Aldo Pizzi e i giornalisti Giorgio Melis, Tarquinio Sini, Antonio Castangia e Arturo Clavout; alcuni di questi negli anni a seguire diventano direttori del giornale.
Lascia per un breve periodo L'Unione Sarda, e finanziato dal La Domenica del Corriere raggiunge notorietà nazionala per l'intervista a Graziano Mesina, ancora latitante in Supramonte, del 27 aprile 1967, un anno prima dell'arresto. L'anno successivo conosce Giuseppe Fiori ed insieme a lui dirige da vicedirettore TV7, il settimanale di inchiesta della Rai che proprio da quegli anni rivoluziona il giornalismo televisivo italiano.
Dopo questa particolare esperienza passa a La Nuova Sardegna diventando anche qui redattore capo prima e capo della redazione cultura dopo. 
Nella sua lunga carriera sono tante le collaborazioni, si menzionano in particolare oltre alle già citate, quelle con L'Europeo e la rivista Epoca.
Nel 2002 riceve il Premio giornalistico Funtana Elighe a Silanus.
Considerato uno dei migliori protagonisti dell'informazione in Sardegna, attento e rigoroso ha educato generazioni di cronisti per i quali è considerato un esempio. 
Muore a Sassari il 22 novembre del 2014 all'età di 87 anni.